# Messa parafrasi

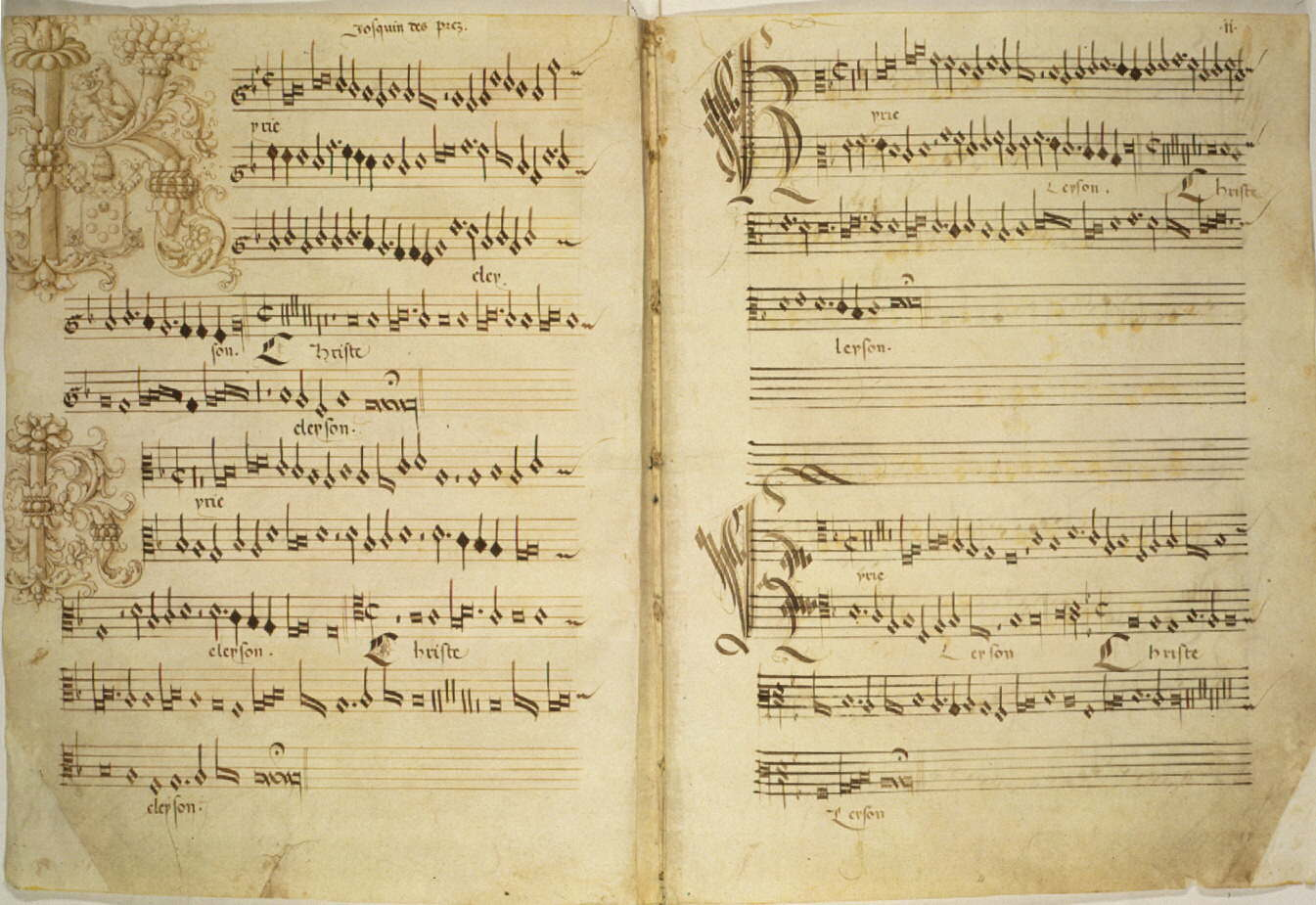
Manoscritto con il Kyrie della Missa de Beata Virgine, un tardo lavoro di Josquin des Prez parte di una messa parafrasi. Ognuna delle voci canta una versione della voce di derivazione in canto piano, elaborata o "parafrasata".

Una messa parafrasi è una composizione di musica sacra, secondo l'ordinario della messa della liturgia della Chiesa cattolica, che usa come base una versione elaborata di un cantus firmus, normalmente scelto fra canti liturgici o altre fonti di musica sacra. Questa tecnica è stata molto diffusa dalla fine del XV secolo fino a tutto il XVI, durante il Rinascimento  ed è stata più frequentemente utilizzata dai compositori delle regioni dell'Europa occidentale rimaste sotto il diretto controllo della Chiesa cattolica. Si distingue dagli altri tipi di composizione di messe, tra cui il cantus firmus, la messa parodia, il canone e il soggetto cavato, composizione libera e miscela di queste tecniche.

## Storia
La parafrasi musicale, in generale, è stata lungamente adottata prima del suo impiego nell'ordinario della messa. Era abbastanza comune, nei primi anni del XV secolo, usare un canto piano come base per la composizione di un mottetto, abbellendone la melodia che veniva cantata in genere dalla voce più alta. Il Gloria di John Dunstable è un classico esempio di questa procedura, così come le i due pezzi di Guillaume Dufay dell'antifona mariana Alma Redemptoris Mater. Molte composizioni in falso bordone, una tecnica caratteristica della Scuola di Borgogna, utilizzano una versione di un brano parafrasato di canto piano nella voce più elevata. In questi casi la fonte non sarebbe stata oscurata dalla parafrasi essendo ancora facilmente riconoscibile a dispetto di qualsiasi decorazione fosse stata applicata.
Dufay fu probabilmente uno dei primi ad utilizzare la tecnica della messa parafrasi. La sua Missa Ave Regina celorum (scritta tra il 1463 ed il 1474) è simile ad una messa cantus firmus nel senso che la melodia è il tenor, tuttavia è parafrasata da elaborazioni (e comprende anche pezzi del suo mottetto su quell'antifona, anticipando la tecnica della messa parodia). Fra il 1470 ed il 1480, appaiono le prime messe che usano la parafrasi in più di una voce: ci sono pervenuti due esempi di Johannes Martini, la Missa domenicalis e la Missa ferialis.
Entro l'inizio del XVI secolo, divenne più comune l'utilizzo della melodia parafrasata in tutte le voci di una trama polifonica. L'esempio più famoso dei primi del XVI secolo e una delle più celebri messe parafrasi mai composte, è la Missa Pange lingua di Josquin des Prez, che è una fantasia estesa sul Pange Lingua inno per il Corpus Domini di Tommaso d'Aquino. Questa messa è stata probabilmente composta verso la fine della vita di Josquin, intorno al 1520. Nella Missa Pange lingua, tutte le voci hanno delle varianti dell'inno, con l'inizio delle frasi successive che portano i punti di imitazione della massa. Tutte le voci hanno parità di peso e la composizione raggiunge una unità che è stata un cambiamento significativo rispetto alla prassi precedente.
Un altro compositore della generazione di Josquin, che fu importante per lo sviluppo della messa parafrasi, è stato Pierre de La Rue. Come Josquin, cominciò con la tecnica del cantus firmus e continuò a usarlo per la maggior parte della sua vita, ma iniziò ad elaborare il materiale al fine di inserirlo in tutte le voci di una tessitura polifonica in cui tutte avevano lo stesso peso.
Nella seconda metà del XVI secolo, la parafrasi fu una tecnica comune per la costruzione delle messe, anche se venne impiegata molto meno frequentemente rispetto a quanto non lo fosse la tecnica della messa parodia. Palestrina usò la messa parafrasi in 31 delle sue masse, seconda soltanto alla messa parodia, che usò in 51 delle sue composizioni. La maggior parte delle sue messe basate su inni sono messe parafrasi. In queste opere, il tema tratto dagli inni è spesso presentato in forma sintetica. Quando il Concilio di Trento vietò l'utilizzo di canzoni profane come fonti per le messe nel 1562, un ampio corpus di musica non fu più disponibile ai compositori che lo avevano saccheggiato per la composizione delle messe parodia; quei compositori che seguirono i dettami del Concilio tornarono ad attingere agli inni monofonici ed al canto piano, le fonti che avevano suggerito la tecnica della parafrasi. Infatti, durante questo periodo, è stato comune l'utilizzo di canti gregoriani per la composizione delle messe.
Le messe parafrasi vennero composte raramente in Inghilterra e Germania, specialmente dopo la riforma protestante. I compositori di messe in questi paesi svilupparono degli stili indipendenti, ed in entrambe le aree sperimentarono l'uso della tecnica delle variazioni del cantus firmus.